# Phaseolus
Genre
Classification phylogénétique
Phaseolus est un genre de plantes à fleurs de la famille des Fabaceae, regroupe les espèces de haricots au sens strict, soit environ quatre-vingts espèces de plantes herbacées annuelles originaires d'Amérique centrale (à contrario du genre Vigna réservé aux haricots originaires d'Afrique et d'Asie) dont quatre présentent un réel intérêt économique et agricole. 
La plus connue est le haricot commun (Phaseolus vulgaris) cultivé comme légume dans toutes les régions tempérées et chaudes du globe. Dans la langue commune, le terme « haricot », peut suivant le contexte d'emploi, recevoir la valeur de 1) la plante Phaseolus vulgaris, 2) de son fruit (sa gousse) ou 3) de sa graine, dans n'importe quel état. De nombreuses autres espèces apparentées sont aussi appelées « haricot », notamment dans le genre Vigna (haricot mungo, haricot adzuki). 
Les haricots, riches en amidon (féculents) et en protéines, jouent un rôle important dans l'alimentation humaine, en particulier dans certaines régions tropicales d'Afrique et d'Amérique latine. 

## Étymologie
Phaseolus
Le nom générique Phaseolus, attribué au genre par Linné (Species plantarum, 1753), est emprunté aux auteurs latins et vient du mot grec φασήολος / phásêolos, passeolus Pline, 27, 94, passiolus, Pline, 18, 125; 202 etc., emprunt grec d'origine obscure. Dans les textes latins de l'Antiquité, il désigne une (ou plusieurs) légumineuse à graines alimentaires, comme la dolique mongette, connue aussi sous le nom de « haricot à l'œil noir », rattachée aujourd'hui au genre Vigna (Vigna unguiculata Walp. subsp. cylindrica Verdc.) ou bien le niébé Vigna unguiculata. 
Haricot
L'origine du mot « haricot », qui n'a pas de rapport évident avec la plante, a longtemps été controversée.
Mais pour le Dictionnaire historique de la langue française, rédigé par l'équipe de lexicographes autour d'Alain Rey, l'origine n'est plus controversée: sa valeur initiale est « ragoût », connue par l'expression haricot de mouton « ragoût de mouton ». Les formes déverbales hericot (1398), haricot (1596) de l'ancien verbe harigoter ou haligoter (v.1175 Chrétien de Troyes) signifient « couper en morceaux, mettre en lambeaux », dérivé probablement d'un francique °hârion (reconstitué) signifiant « gâcher » et peut-être « abîmer en cassant, en déchirant ». Donc un haricot serait un « ragoût » obtenu par une découpe de la viande en morceaux..
L'histoire du mot haricot permet ensuite de comprendre comment à partir de la valeur d'origine « ragoût » dérivée du francique, il a pu en venir à renvoyer à la plante américaine Phaseolus vulgaris et ses parties comestibles. Le haricot de mouton était un ragoût (dans lequel le mouton était coupé en petits morceaux), en général accompagné navets ou de fèves. Au début du XVIIe siècle, on trouve en effet l'expression fèves d'aricot (1628) qui semble avoir produit la forme abrégée haricot (attestée en 1645, dans le dictionnaire français-espagnol de Oudin, dans lequel on trouve l'entrée « Haricot, febve de haricot, faseoles »). Auparavant, le terme ne pouvait référer à Phaseolus vulgaris, plante provenant d'Amérique centrale et méridionale, et qui n'avait été rapporté en Italie qu'en 1528, et nommé fagivolo (du latin phaseolus) d'où en provençal fayol, qui a donné fayot. C'est à la demande du pape Clément VII que le haricot mexicain est cultivé en Italie, d'où il serait passé en France à l'occasion du mariage de Catherine de Médicis en 1533 avec le futur Henri II. Mais le phaseolus, passiolus latin que l'on trouve dans Pline (Hist. nat, 18, 125) au Ier siècle, était une autre plante. Ses dérivés occitans fayol ont d'abord été utilisés pour la légumineuse américaine, avant qu'un nouveau procédé de création néologique ne soit utilisé. La dénomination d'une nouvelle graine (ou plante) peut se réaliser en prenant un nom de graine anciennement connu, de même aspect (fève) et en ajoutant une spécification (fève utilisée dans tel plat: fève de haricot) et en ne gardant finalement que la forme abrégée (haricot) la plus discriminante. Le haricot américain est arrivé sous une multitude de formes et de couleurs et s'est mélangé aux pois, fèves, déjà existants, sans qu'à l'époque, on sache distinguer clairement les variétés, des espèces et sans connaître les origines. Par contre, il avait un usage spécifique dans le ragoût de mouton.
Il faut attendre la seconde moitié du XIXe siècle, pour que le légume nommé haricot, que l'on croyait autochtone, soit correctement identifié comme une plante américaine.
Dans son Théâtre de l'agriculture, en 1600, Olivier de Serres n'emploie pas le terme haricot mais faziols (une seule occurrence dans une comparaison : « les longues gousses (du Gorrobier) comme celles de la casse ou des faziols »). Après l'introduction du Phaseolus vulgaris en France au milieu du XVIe siècle, la plante et surtout ses parties comestibles furent appelées du provençal fayol (et ses dérivés, févrole, faziole, fayot), utilisé aussi pour une légumineuse antique proche. Mais un siècle plus tard, on commence à observer un nouvel usage. Dans son Dictionnaire universel, Antoine Furetière distingue deux entrées pour Haricot dans l'édition de 1690 « 1) Haricot, subst. masc. Espèce de fève qu'on mange avec la gousse lors qu'elles sont tendres. On laisse aussi sécher après leur maturité... 2) Haricot, est aussi un hachis fait de gros morceaux de mouton ou de veau bouilli avec des marrons, des navets. L'Avare de Molière demande un haricot bien gras, pour faire un repas bon marché ». Puis dans l'édition de 1727, une autre entrée sur la plante est ajoutée : « Haricot, Espèce de légume qui a les tiges longues... ». Sous l'entrée Fève, on lit aussi « espèce de légume qui vient en gousse comme le pois,...Il y en a d'autres qu'on nomme Fèves de haricot, qu'on mange avec la gousse quand elles sont tendres, & qu'on fait sécher quand elles sont mures ». La première édition du Dictionnaire de l'Académie française en 1694, concurrent du Furetière, indique « HARICOT. s. m. Espece de ragoust fait ordinairement avec du mouton & des navets. Manger un haricot, un bon haricot. On appelle, Haricots, ou febves de haricot, De petites feveroles blanches, ou rayées de differentes couleurs, qui viennent ordinairement en l'arriere- saison. Fricasser des haricots ». Ces deux descriptions de fèves de haricot (ou haricot) concordent parfaitement avec le Phaseolus vulgaris américain: ce qui établit qu'au XVIIe siècle, on consommait un ragoût de mouton accompagné de Phaseolus vulgaris. 
Selon d'autres auteurs, le terme « haricot » dériverait du nom nahuatl (langue des Aztèques) de la plante, ayacotl. En fait, c'est une fausse information venant de José-Maria de Heredia qui au XIXe siècle, a inventé imprudemment cette forme  ayacotl, totalement imaginaire selon l'équipe d'Alain Rey.

## Aspects botaniques

### Caractéristiques générales du genre

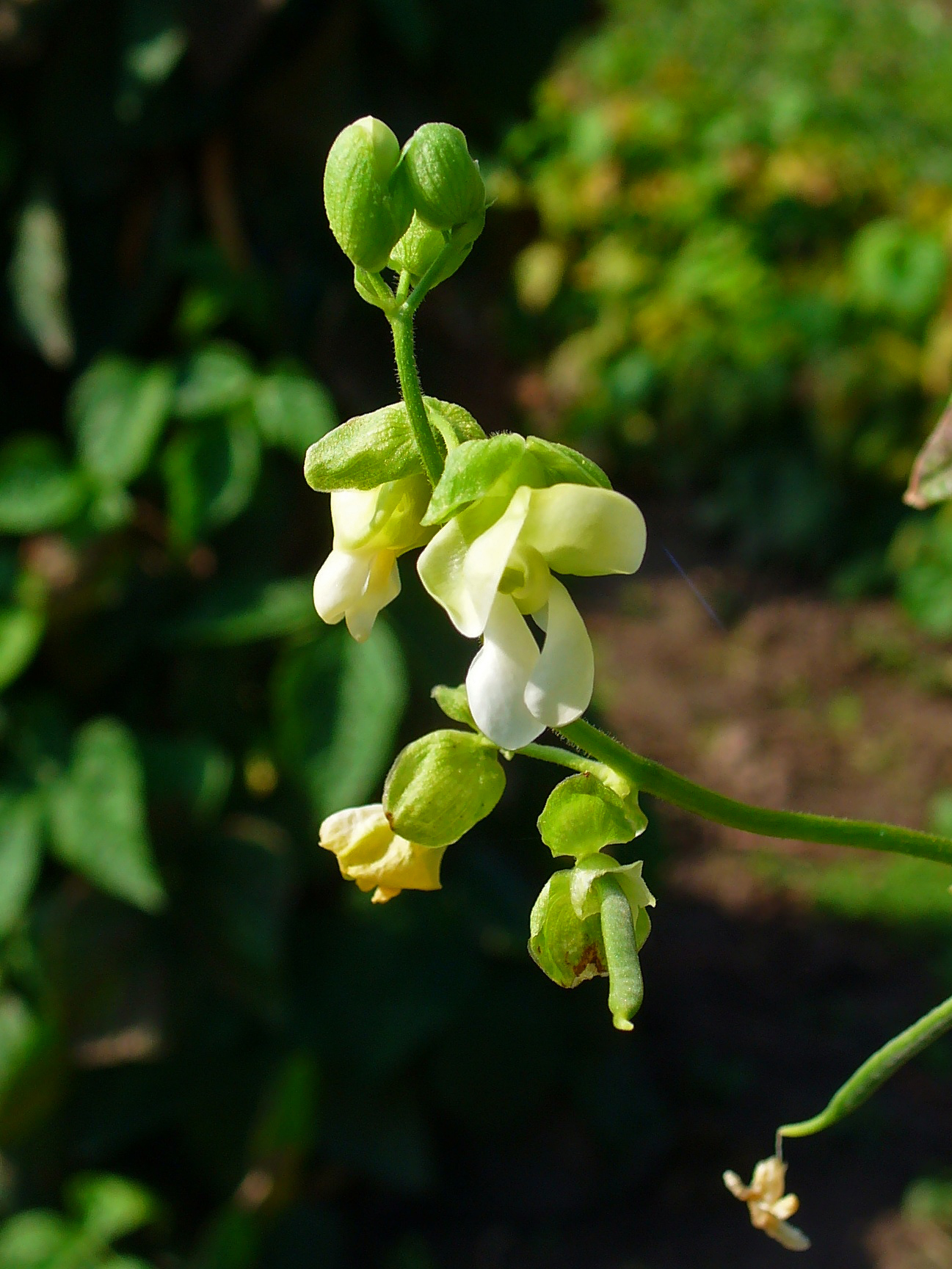
Fleur de haricot commun

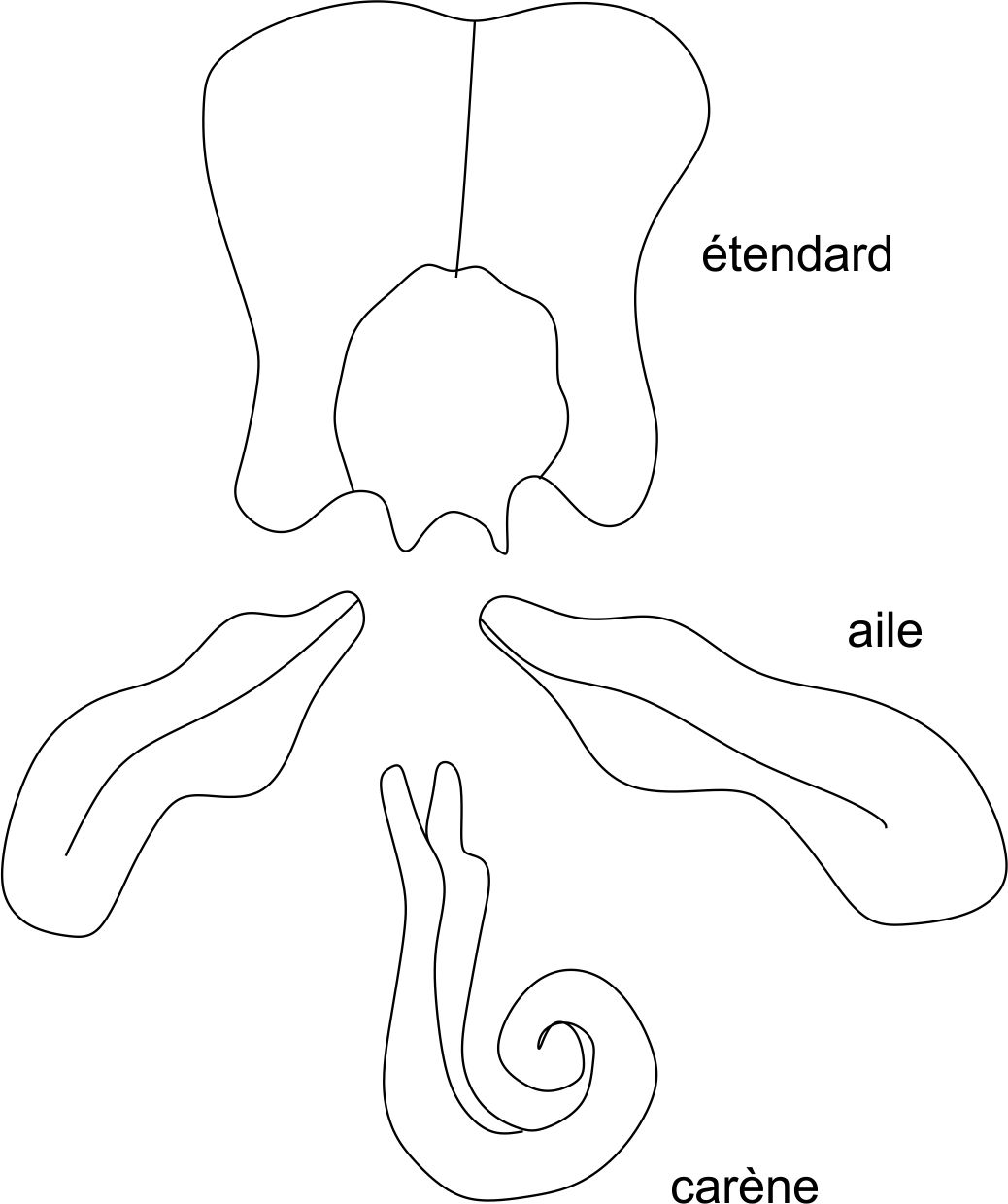
Corolle du haricot commun avec sa carène spiralée.

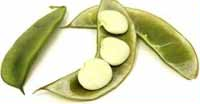
Gousses de haricot de Lima

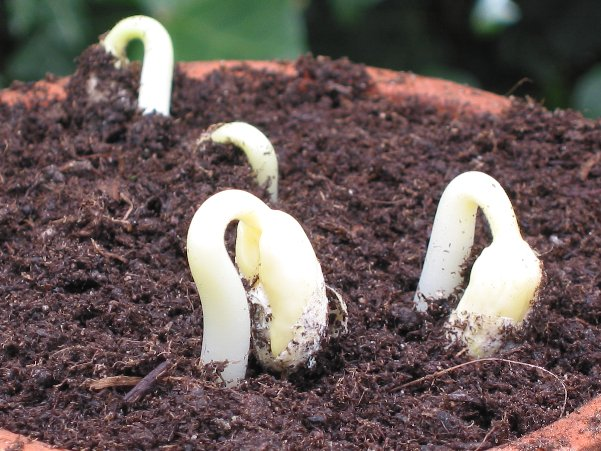
Germination épigée de graines de haricot

Les espèces du genre Phaseolus sont des plantes herbacées généralement annuelles, parfois bisannuelles ou vivaces pour certaines d'entre elles, dans des conditions de milieu favorables.
Il s'agit de plantes lianescentes à croissance indéterminées. Les tiges volubiles, peu ramifiées, s'enroulent autour de leur support et peuvent atteindre quatre mètres de haut. Il existe aussi des variétés à croissance déterminée et à port nain, qui ont été sélectionnées par l'homme pour des raisons de facilité de culture.
Les feuilles sont alternes, composées imparipennées, comprenant de 3 à 5 folioles de forme ovale-acuminée. Les deux premières feuilles (feuilles primordiales) sont toutefois différentes : entières et opposées. 
Les fleurs zygomorphes sont de type papilionacé. Elles sont disposées en grappes lâches, axillaires. La corolle est formée d'un pétale supérieur (l'étendard), de deux pétales latéraux (les ailes) et de deux pétales inférieurs (la carène). La carène a un bec enroulé en spirale, ce qui constitue un caractère distinctif par rapport au genre Vigna dont la carène est non spiralée. La couleur des pétales varie du blanc au pourpre et leur teinte blanche, rose, violette ou pourpre est spécifique de chaque variété. La fécondation est généralement autogame.
Les fruits sont des gousses déhiscentes, de couleur variable, généralement verte, parfois jaune ou pourpre foncé. Elles contiennent de 5 à 12 graines de taille et de couleur très variable selon les espèces et variétés.
La germination est, sauf exceptions (Ph. coccineus), épigée, c'est-à-dire que la graine est soulevée hors de terre par l'hypocotyle (tigelle) et déploie ses deux cotylédons avant l'apparition des deux premières feuilles.
Les Phaseolus, comme beaucoup d'espèces de légumineuses, se caractérisent aussi par leur capacité à utiliser l'azote de l'air grâce à une symbiose dans les nodules racinaires avec une bactérie fixatrice de l'azote, Rhizobium phaseoli.
Toutes les espèces du genre sont diploïdes et ont 22 chromosomes (2n=22), à l'exception de quelques-unes qui ont subi une réduction aneuploïde à 20 chromosomes.

### Classification

#### Place du genre dans la famille desFabaceae
Le genre Phaseolus appartient à la famille des Fabaceae, sous famille des Faboideae (anciennement connu sous le nom de « Papilionacées » en référence à la forme caractéristique de la corolle florale), tribu des Phaseoleae, sous-tribu des Phaseolinae.
Le genre Phaseolus et le genre Vigna qui lui est très proche forment un groupe taxonomique compliqué, parfois appelé « complexe Phaseolus-Vigna ». Le nombre d'espèces initialement rattachées au genre Phaseolus s'élevait à environ 200. Gaston Bonnier écrit dans sa Grande Flore « On a décrit environ 150 espèces de ce genre, habitant les contrées chaudes des deux hémisphères ». Un grand nombre d'entre elles ont été reclassées dans le genre Vigna, à la suite des travaux du botaniste anglais, Bernard Verdcourt, qui a restreint le genre aux seules espèces d'origine américaines présentant un style étroitement spiralé et des grains de pollen sans couche réticulée. Selon certains auteurs (Daniel G. Debouck, 1988), le genre compterait seulement 56 espèces.

#### Phaseolinae
La sous-tribu des Phaseolinae regroupe les 21 genres suivants :

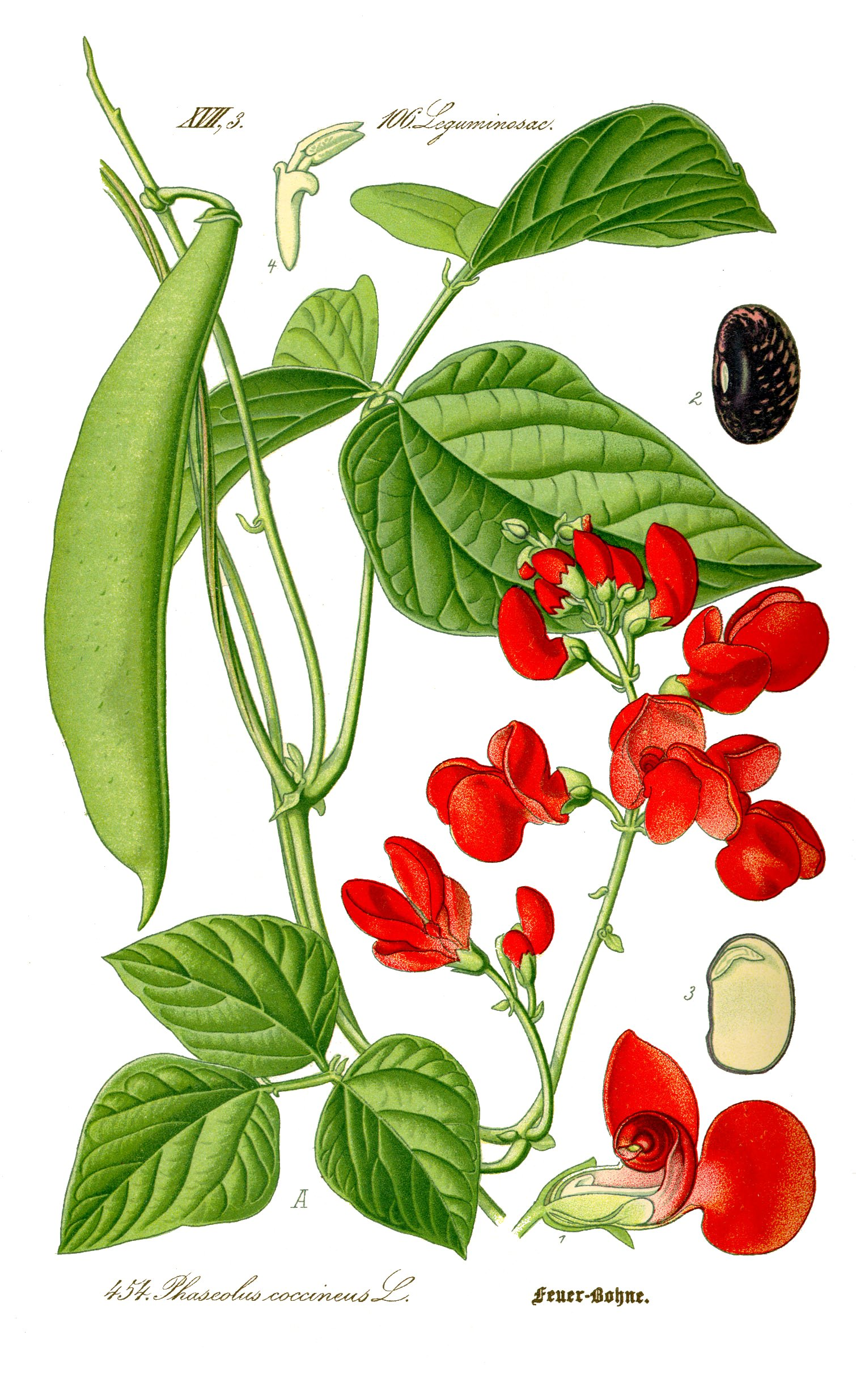
Phaseolus coccineus, le haricot d'Espagne, plante ornementale qui produit aussi des graines comestibles

- Alistilus N. E. Br.
- Austrodolichos Verdc.
- Dipogon Liebm.
- Dolichopsis Hassl.
- Dolichos L.
- Lablab Adans.
- Macroptilium (Benth.)
- Macrotyloma (Wight & Arn.) Verdc.
- Mysanthus G. P. Lewis & A. Delgado
- Nesphostylis Verdc.
- Oxyrhynchus Brandegee
- Oryxis A. Delgado & G. P. Lewis
- Phaseolus L.
- Physostigma Balf.
- Ramirezella Rose
- Spathionema Taub.
- Sphenostylis E. Mey.
- Strophostyles Elliott
- Vatovaea Chiov.
- Vigna Savi
- Wajira Thulin

#### Synonymes
- Phasellus Medik. in Vorles. Churpf. Phys. Ges. 2 (1787) 352 APN
- Phaseolos St. Lag. in Ann. Soc. bot. Lyon 7 (1880) 131
- Caracalla Tod., Ind. Sem. Hort. Panorm.(1861) 32
- Lipusa Alef., Landw. Fl. (1866) 26 APN
- Candelium Medik. in Vorles. Churpf. Phys. Ges. 2 (1787) 352 APN
- Cadelium Medik., Phil. Bot. 1 (1789) 206[18].

#### Principales espèces
The Plant List répertorie une centaine de Phaseolus acceptés.
D'après une ancienne liste de GRIN usda, le genre Phaseolus comprend environ 80 espèces réparties en quinze sections :
| - espèces non affectées - Phaseolus augusti Harms - Phaseolus carteri Freytag & Debouck - Phaseolus diversifolius Pittier - Phaseolus glabellus Piper - Phaseolus lignosus Britton - Phaseolus microcarpus Mart. - Phaseolus mollis Hook. f. - Phaseolus pachyrrhizoides Harms - sect. Acutifolii - Phaseolus acutifolius A. Gray, le haricot tépari - Phaseolus parvifolius Freytag - sect. Bracteati - Phaseolus macrolepis Piper - Phaseolus talamancensis Debouck & Torres González - sect. Brevilegumeni - Phaseolus campanulatus Freytag & Debouck - Phaseolus oligospermus Piper - Phaseolus tuerckheimii Donn. Sm. - sect. Chiapasana - Phaseolus chiapasanus Piper - sect. Coccinei - Phaseolus coccineus L., le haricot d'Espagne - sect. Coriacei - Phaseolus maculatus Scheele - Phaseolus reticulatus Freytag & Debouck - Phaseolus venosus Piper - sect. Digitati - Phaseolus albiflorus Freytag & Debouck - Phaseolus albiviolaceus Freytag & Debouck - Phaseolus altimontanus Freytag & Debouck - Phaseolus neglectus F. J. Herm. - Phaseolus trifidus Freytag - sect. Falcati - Phaseolus leptostachyus Benth. - Phaseolus macvaughii A. Delgado - Phaseolus micranthus Hook. & Arn. - Phaseolus opacus Piper - Phaseolus persistentus Freytag & Debouck - sect. Minkelersia - Phaseolus amabilis Standl. - Phaseolus amblyosepalus (Piper) C. V. Morton - Phaseolus anisophyllus (Piper) Freytag & Debouck - Phaseolus nelsonii Maréchal et al. - Phaseolus parvulus Greene - Phaseolus pauciflorus Sessé & Moc. ex G. Don - Phaseolus perplexus A. Delgado - Phaseolus plagiocylix Harms - Phaseolus pluriflorus Maréchal et al. - Phaseolus tenellus Piper | - sect. Paniculati - Phaseolus acinaciformis Freytag & Debouck - Phaseolus albinervus Freytag & Debouck - Phaseolus dasycarpus Freytag & Debouck - Phaseolus jaliscanus Piper - Phaseolus juquilensis A. Delgado - Phaseolus longiplacentifer Freytag - Phaseolus lunatus L., le haricot de Lima - Phaseolus maculatifolius Freytag & Debouck - Phaseolus marechalii A. Delgado - Phaseolus nodosus Freytag & Debouck - Phaseolus polystachios (L.) Britton et al. - Phaseolus rotundatus Freytag & Debouck - Phaseolus salicifolius Piper - Phaseolus scrobiculatifolius Freytag - Phaseolus sonorensis Standl. - Phaseolus xolocotzii A. Delgado - sect. Pedicellati - Phaseolus esperanzae Seaton - Phaseolus grayanus Wooton & Standl. - Phaseolus laxiflorus Piper - Phaseolus oaxacanus Rose - Phaseolus pedicellatus Benth. - Phaseolus polymorphus S. Watson - Phaseolus purpusii Brandegee - Phaseolus pyramidalis Freytag - Phaseolus scabrellus Benth. ex S. Watson - Phaseolus teulensis Freytag - sect. Phaseolus - Phaseolus albescens McVaugh ex R.Delgad. A.Delgado - Phaseolus costaricensis Freytag & Debouck - Phaseolus dumosus Macfad. - Phaseolus vulgaris L., le haricot commun - sect. Revoluti - Phaseolus leptophyllus G. Don - sect. Rugosi - Phaseolus angustissimus A. Gray - Phaseolus filiformis Benth. - sect. Xanthotricha - Phaseolus esquincensis Freytag - Phaseolus gladiolatus Freytag & Debouck - Phaseolus hintonii A. Delgado - Phaseolus magnilobatus Freytag & Debouck - Phaseolus xanthotrichus Piper - Phaseolus zimapanensis A. Delgado |

### Distribution
Toutes les espèces sauvages de Phaseolus sont originaires des régions tropicales d'Amérique centrale et d'Amérique du Sud, entre les latitudes extrêmes 37 ° N et 30 ° S. La quasi-totalité des espèces recensées ont été identifiées en Amérique centrale. 
Les espèces domestiquées ont connu une expansion mondiale et sont cultivées dans toutes les régions tempérées et chaudes des divers continents, principalement Ph. vulgaris. Toutefois, Ph. acutifolius, plus adaptée aux climats semi-désertiques, a une aire de diffusion restreinte au Mexique et au sud-Ouest des États-Unis.

## Histoire
Les haricots constituent, avec le maïs et la courge, l'une des trois cultures, pratiquées traditionnellement chez les Amérindiens, appelées les trois sœurs. Ils se sont répandus dans le reste du monde depuis la découverte de l'Amérique par Christophe Colomb en 1492 où ils se sont souvent substitués à d'autres légumineuses.

### La domestication

Assortiment de fèves, pois, haricots

L'archéobotanique fait remonter le début de la culture du haricot à environ 9000 ans dans les Andes. Il était cultivé il y a 7000 ans en Amérique centrale et des haricots retrouvés au Pérou ont pu être datés d'il y a 8000 ans. 
Ce sont cinq espèces de Phaseolus qui ont été domestiquées, car cinq lianes ancestrales sont apparues dans des niches écologiques en Amérique centrale et en Amérique du Sud. Il s'agit de :
- Phaseolus vulgaris L., le haricot commun,
- Phaseolus coccineus L., le haricot d'Espagne, espèce originaire des montagnes d'Amérique centrale et du Mexique. La seule allogame des haricots cultivés.
- Phaseolus lunatus L., le haricot de Lima ou pois du Cap. Le pois du Cap est ainsi désigné en référence à la région du cap Sainte-Marie à Madagascar, zone traditionnelle de production de ce haricot[21].
- Phaseolus acutifolius A. Gray, le haricot tépari,
- Phaseolus dumosus Macfad. (synonyme : Phaseolus polyanthus 	Greenm.), une forme ancienne récemment découverte[22].

Ces lianes à petits grains ont été domestiquées et sélectionnées afin d'augmenter la taille des graines, diminuer la tendance des gousses à s'ouvrir spontanément à maturité, choisir les couleurs des grains. Le haricot rouge, variété de Phaseolus vulgaris L., a ensuite été particulièrement cultivé et les Aztèques comme les Incas s'en servaient pour le paiement des tributs.
Il était connu dans toute l'Amérique, que des sépultures de l'Arizona et de l'Utah en renfermaient et Jacques Cartier en a découvert en 1535 à l'embouchure du Saint-Laurent.
Trois centres de domestication ont été reconnus :
- le centre méso-américain qui s'étend du sud des États-Unis au Panama où se retrouvent les cinq espèces citées plus haut ainsi que la plupart des espèces non domestiquées,
- le centre nord andin, du Venezuela à l'Équateur, pour les espèces Ph. vulgaris, Ph. lunatus et Ph. polyanthus,
- le centre sud-andin du Pérou au nord du Chili, pour les espèces Ph. vulgaris et Ph. lunatus.

### L'arrivée en Europe
La première découverte du haricot par un Européen est le fait de Christophe Colomb à Cuba en 1492. Il rapporte dès son premier voyage des graines qu'il nomme faxones et fabas. Il est cultivé dès le milieu du XVIe siècle. D'après Emmanuel Le Roy Ladurie, Pietro Valeriano sème en 1528 le faginolo importé du Pérou que lui a confié le pape Clément VII. Valeriano est surpris par son rendement et ses qualités culinaires. Catherine de Médicis aurait reçu quelques grains lors de son mariage en 1533 et les aurait rapportés en France où ils auraient été cultivés dans les jardins du château de Blois. Cette légende semble fause et s'inscrit dans ledit mythe italien dans la cuisine française, les haricots étaients présents en France avant l'arrivée de Médicis. En 1564, le haricot se retrouve à Vienne en provenance d'un monastère de Lisbonne et un bail à terme de 1594 est établi à Cavaillon pour la culture de fayoux.
Après la Fronde (1648-1653), le faviol ou mongette devient un produit de grande consommation.
Divers documents sur les denrées vendues sur les marchés retrouvent le haricot dès 1652 à Carpentras, 1672 à Béziers, 1693 en Charente (mercuriale de Cognac) et en Vendée.
Au milieu du XVIIIe siècle, le haricot est présent dans des recettes du nord de la France.
Son origine reste longtemps controversée, même si l'abbé Rozier affirme dans son ouvrage de 1784 qu'il arrive d'Amérique ou des Grandes Indes. Stanislas Martin le déclare originaire d'Asie à l'académie de pharmacie de Paris en 1853 et l' Encyclopédie pratique de l'agriculteur de 1877 le fait venir d'Inde. La découverte d'espèces anciennes dans des tombes au Pérou amène Alphonse de Candolle dans l'Origine des plantes cultivées à défendre l'origine américaine. L'entomologiste Jean-Henri Fabre en a apporté une preuve concrète. Alors que le haricot n'est pas attaqué par les bruches spécifiques des légumineuses de l'Ancien monde, il raconte dans ses Souvenirs entomologiques comment il a observé l'arrivée par les Bouches-du-Rhône de la bruche du haricot (Acanthoscelides obtectus), redoutable ravageur des grains de haricots entreposés. Celle-ci, d'origine américaine elle aussi, anciennement installée en Espagne, s'est répandue en France au cours de la première moitié du XXe siècle.

## Évolution et sélection
Elle s'est faite dans deux axes :
Une évolution vers la transformation en buisson nain ce qui donne deux types, les haricots à rames et les haricots nains les seuls qui permettent une culture mécanisée.
Parmi eux ont été sélectionnés pour la production de haricots grains, des variétés donnant des grains de diverses formes ronds ou allongés, diverses grosseurs et surtout couleurs puisqu'il en existe des blancs, des vert pâle, des noirs, des marbrés de rose ou de rouge. Tous sont dans une cosse à parchemin.
Après l'apparition de la mode du haricot vert à la fin du XIXe siècle a commencé la sélection des espèces à gousse sans parchemin puis parmi elles des variétés sans fil dites « mangetout ». Les haricots verts peuvent donc être nains ou à rames, dans chaque cas mangetout ou non, et de diverses couleurs allant du vert au violet sans oublier le jaune du haricot beurre.

## Culture, utilisations et aspects économiques

### Autres utilisations
Le haricot d'Espagne (Phaseolus coccineus) est souvent cultivé dans les jardins des régions tempérées comme plante grimpante ornementale pour son feuillage abondant et ses fleurs rouge et blanc très décoratives.